# Rush (Fernsehserie, 2008)/Episodenliste
Diese Episodenliste enthält alle Episoden der australischen Dramaserie Rush, sortiert nach der australischen Erstausstrahlung. Zwischen 2008 und 2011 entstanden in vier Staffeln 70 Episoden mit einer Länge von jeweils etwa 49 Minuten.

## Staffel 1
Die Erstausstrahlung der ersten Staffel war vom 2. September bis zum 25. November 2008 auf dem australischen Fernsehsender Network Ten zu sehen. Eine deutschsprachige Erstausstrahlung war bisher noch nicht zu sehen.
| Nr. (ges.) | Nr. (St.) | Deutscher Titel | Originaltitel                            | Erstausstrahlung Australien | Deutschsprachige Erstausstrahlung (—) |
| ---------- | --------- | --------------- | ---------------------------------------- | --------------------------- | ------------------------------------- |
| 1          | 1         | —               | Don’t Challenge The New Inspector        | 2. Sep. 2008                | —                                     |
| 2          | 2         | —               | Don’t Kill Your Boyfriend’s Father       | 9. Sep. 2008                | —                                     |
| 3          | 3         | —               | Don’t Commit Suicide-by-Cop              | 16. Sep. 2008               | —                                     |
| 4          | 4         | —               | Don’t Escape Your Prison Van             | 23. Sep. 2008               | —                                     |
| 5          | 5         | —               | Don’t Take Hostages                      | 30. Sep. 2008               | —                                     |
| 6          | 6         | —               | Don’t Go Near a Herpes-Infected Monkey   | 7. Okt. 2008                | —                                     |
| 7          | 7         | —               | Don’t Steal a Security Guard’s Gun       | 14. Okt. 2008               | —                                     |
| 8          | 8         | —               | Don’t Set Up Your Own Ransom             | 21. Okt. 2008               | —                                     |
| 9          | 9         | —               | Don’t Drink-Drive                        | 28. Okt. 2008               | —                                     |
| 10         | 10        | —               | Don’t Plant Paint Bombs                  | 4. Nov. 2008                | —                                     |
| 11         | 11        | —               | R.I.P.                                   | 11. Nov. 2008               | —                                     |
| 12         | 12        | —               | Don’t Hit Your Wife                      | 18. Nov. 2008               | —                                     |
| 13         | 13        | —               | Don’t Pretend to Be an Underworld Figure | 25. Nov. 2008               | —                                     |

## Staffel 2
Die Erstausstrahlung der zweiten Staffel war vom 16. Juli bis zum 26. November 2009 auf dem australischen Fernsehsender Network Ten zu sehen. Eine deutschsprachige Erstausstrahlung war bisher noch nicht zu sehen.
| Nr. (ges.) | Nr. (St.) | Deutscher Titel | Originaltitel                         | Erstausstrahlung Australien | Deutschsprachige Erstausstrahlung (—) |
| ---------- | --------- | --------------- | ------------------------------------- | --------------------------- | ------------------------------------- |
| 14         | 1         | —               | Don’t Break into a Weapons Container  | 16. Juli 2009               | —                                     |
| 15         | 2         | —               | Don’t Be a Drug Mule                  | 23. Juli 2009               | —                                     |
| 16         | 3         | —               | Don’t Have Sex in the Changerooms     | 30. Juli 2009               | —                                     |
| 17         | 4         | —               | Don’t Take a Judge Hostage            | 6. Aug. 2009                | —                                     |
| 18         | 5         | —               | Don’t Check Your Phone                | 13. Aug. 2009               | —                                     |
| 19         | 6         | —               | Don’t Get a Tattoo                    | 20. Aug. 2009               | —                                     |
| 20         | 7         | —               | Don’t Blow Up a Parking Station       | 27. Aug. 2008               | —                                     |
| 21         | 8         | —               | Don’t Shoot a Police Officer          | 3. Sep. 2009                | —                                     |
| 22         | 9         | —               | Don’t Drag Race                       | 10. Sep. 2009               | —                                     |
| 23         | 10        | —               | Don’t Tail an Armoured Van            | 10. Sep. 2009               | —                                     |
| 24         | 11        | —               | Don’t Get in the Way                  | 17. Sep. 2009               | —                                     |
| 25         | 12        | —               | Don’t Abduct a Baby                   | 24. Sep. 2009               | —                                     |
| 26         | 13        | —               | Don’t Assault a Police Officer        | 1. Okt. 2009                | —                                     |
| 27         | 14        | —               | Don’t Get Pregnant to a Criminal      | 8. Okt. 2009                | —                                     |
| 28         | 15        | —               | Don’t Use Crossbows                   | 15. Okt. 2009               | —                                     |
| 29         | 16        | —               | Don’t Deliver a Baby Road-Side        | 22. Okt. 2009               | —                                     |
| 30         | 17        | —               | Don’t Illegally Access Girls’ Numbers | 29. Okt. 2009               | —                                     |
| 31         | 18        | —               | Don’t Punch the Senior Sergeant       | 5. Nov. 2009                | —                                     |
| 32         | 19        | —               | Don’t Stop Him Dancing                | 12. Nov. 2009               | —                                     |
| 33         | 20        | —               | Don’t Get Involved in a Robbery       | 19. Nov. 2009               | —                                     |
| 34         | 21        | —               | Don’t Sexually Abuse Anyone           | 26. Nov. 2009               | —                                     |
| 35         | 22        | —               | Don’t Contaminate the Water           | 26. Nov. 2009               | —                                     |

## Staffel 3
Die Erstausstrahlung der dritten Staffel war vom 22. Juli bis zum 16. Dezember 2010 auf dem australischen Fernsehsender Network Ten zu sehen. Eine deutschsprachige Erstausstrahlung war bisher noch nicht zu sehen.
| Nr. (ges.) | Nr. (St.) | Deutscher Titel | Originaltitel                             | Erstausstrahlung Australien | Deutschsprachige Erstausstrahlung (—) |
| ---------- | --------- | --------------- | ----------------------------------------- | --------------------------- | ------------------------------------- |
| 36         | 1         | —               | Don’t Attack a Helicopter                 | 22. Juli 2010               | —                                     |
| 37         | 2         | —               | Don’t Shoot Your Sniper                   | 29. Juli 2010               | —                                     |
| 38         | 3         | —               | Don’t Import Things You Shouldn’t         | 5. Aug. 2010                | —                                     |
| 39         | 4         | —               | Don’t Meet With a Gang                    | 12. Aug. 2010               | —                                     |
| 40         | 5         | —               | Don’t Attack the Prime Minister           | 19. Aug. 2010               | —                                     |
| 41         | 6         | —               | Don’t Get Married Escaping from the Cops  | 26. Aug. 2010               | —                                     |
| 42         | 7         | —               | Don’t Show Him Your Badge                 | 2. Sep. 2010                | —                                     |
| 43         | 8         | —               | Don’t Board a Runaway Train               | 9. Sep. 2010                | —                                     |
| 44         | 9         | —               | Don’t Cook Meth                           | 16. Sep. 2010               | —                                     |
| 45         | 10        | —               | Don’t Steal an Airplane with No Fuel      | 23. Sep. 2010               | —                                     |
| 46         | 11        | —               | Don’t Let Her That Close with a Knife     | 30. Sep. 2010               | —                                     |
| 47         | 12        | —               | Don’t Get Trapped in the Lift             | 21. Okt. 2010               | —                                     |
| 48         | 13        | —               | Don’t Hold a Shotgun to Michael’s Head    | 21. Okt. 2010               | —                                     |
| 49         | 14        | —               | Don’t Fall Seven Stories Down an Air Duct | 28. Okt. 2010               | —                                     |
| 50         | 15        | —               | Don’t Train in the Bush                   | 4. Nov. 2010                | —                                     |
| 51         | 16        | —               | Don’t Annoy the Senior Sergeant           | 11. Nov. 2010               | —                                     |
| 52         | 17        | —               | Don’t Refuse Treatment                    | 18. Nov. 2010               | —                                     |
| 53         | 18        | —               | Don’t Take Away the Baby                  | 25. Nov. 2010               | —                                     |
| 54         | 19        | —               | Don’t Be Taken Hostage                    | 25. Nov. 2010               | —                                     |
| 55         | 20        | —               | Don’t Screw on My Futon                   | 2. Dez. 2010                | —                                     |
| 56         | 21        | —               | Don’t Trust Him                           | 9. Dez. 2010                | —                                     |
| 57         | 22        | —               | Don’t Die on Me                           | 16. Dez. 2010               | —                                     |

## Staffel 4
Die Erstausstrahlung der vierten Staffel war vom 1. September bis zum 17. November 2011 auf dem australischen Fernsehsender Network Ten zu sehen. Eine deutschsprachige Erstausstrahlung war zuletzt bei SONY AXN im März 2021 zu sehen.
| Nr. (ges.) | Nr. (St.) | Deutscher Titel | Originaltitel | Erstausstrahlung Australien | Deutschsprachige Erstausstrahlung (—) |
| ---------- | --------- | --------------- | ------------- | --------------------------- | ------------------------------------- |
| 58         | 1         | —               | Episode 1     | 1. Sep. 2011                | —                                     |
| 59         | 2         | —               | Episode 2     | 1. Sep. 2011                | —                                     |
| 60         | 3         | —               | Episode 3     | 8. Sep. 2011                | —                                     |
| 61         | 4         | —               | Episode 4     | 15. Sep. 2011               | —                                     |
| 62         | 5         | —               | Episode 5     | 22. Sep. 2011               | —                                     |
| 63         | 6         | —               | Episode 6     | 29. Sep. 2011               | —                                     |
| 64         | 7         | —               | Episode 7     | 6. Okt. 2011                | —                                     |
| 65         | 8         | —               | Episode 8     | 13. Okt. 2011               | —                                     |
| 66         | 9         | —               | Episode 9     | 20. Okt. 2011               | —                                     |
| 67         | 10        | —               | Episode 10    | 27. Okt. 2011               | —                                     |
| 68         | 11        | —               | Episode 11    | 3. Nov. 2011                | —                                     |
| 69         | 12        | —               | Episode 12    | 10. Nov. 2011               | —                                     |
| 70         | 13        | —               | Episode 13    | 17. Nov. 2011               | —                                     |